# Józef Szczepański

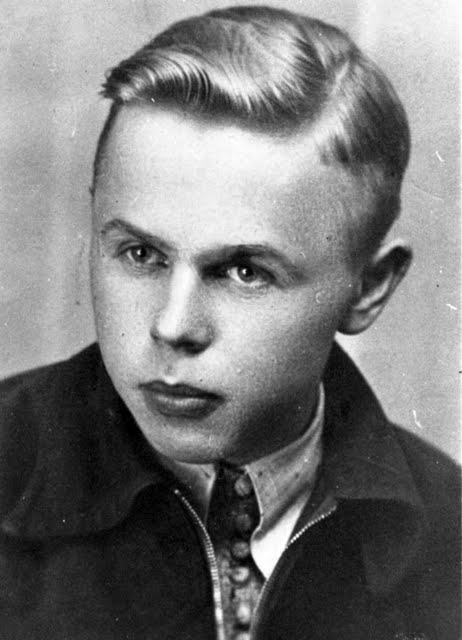
Józef Szczepański

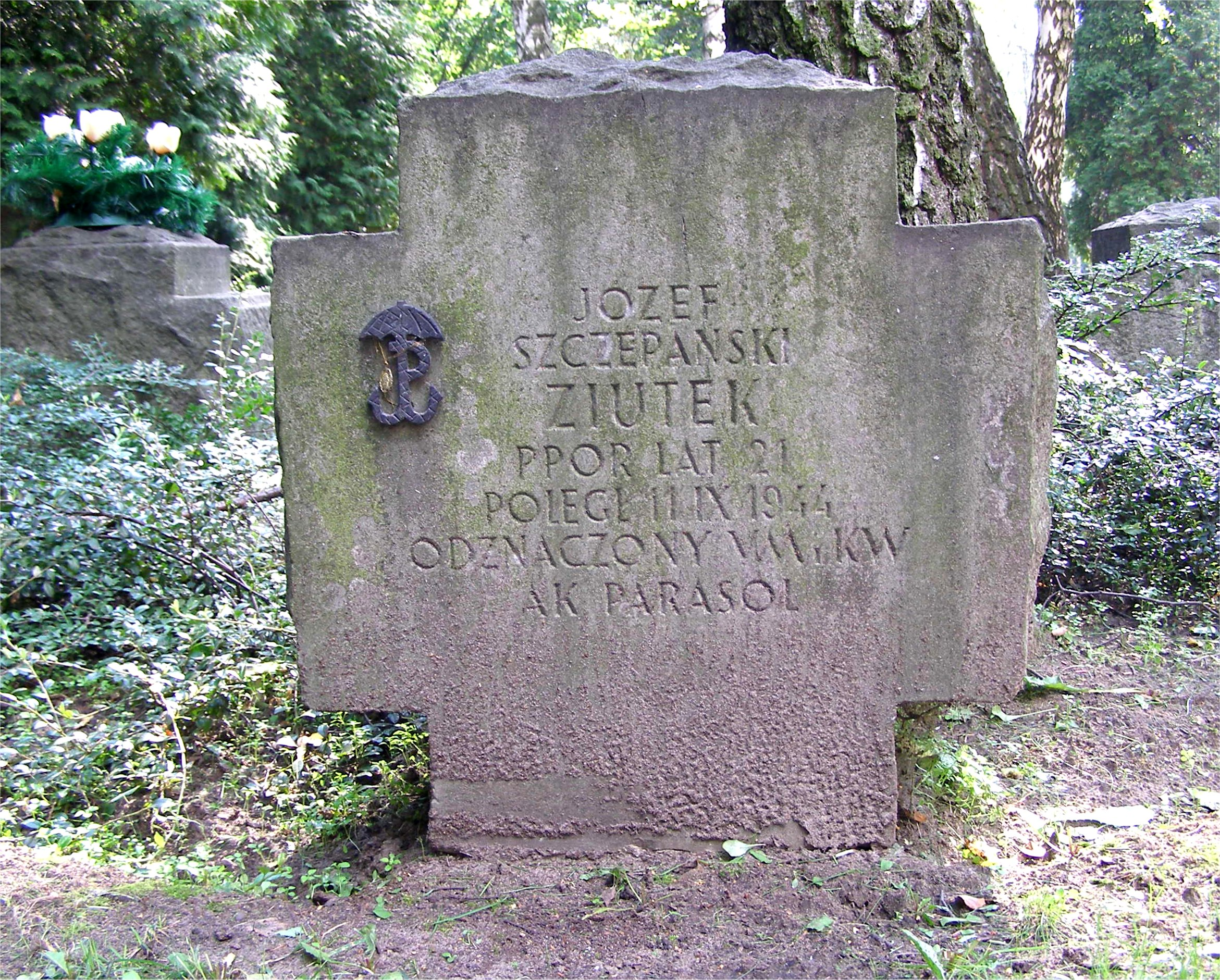
Józef Szczepański Grabstein auf dem Warschauer Powązki-Friedhof

Józef Szczepański ([ˈjuzɛf ʂt͡ʂɛˈpaɲskʲi], * 30. November 1922 in Łęczyca; † 10. September 1944 in Warschau) war ein polnischer Dichter und Mitglied der Armia Krajowa. Während des Warschauer Aufstandes war er im Alter von nur 21 Jahren Befehlshaber des Bataillons „Parasol“ und dort unter dem Tarnnamen Ziutek bekannt. Er war außerdem ein namhafter Dichter über die Besatzungszeit. Aus vielen seiner Werke wurden später Lieder; das wohl berühmteste ist „Pałacyk Michla“.

## Leben
Szczepański verbrachte seine Kindheit an verschiedenen Orten wie Łęczyca, Grudziądz, Jabłonna. Etwa in der Mitte der 1930er Jahre zog er mit seiner Familie nach Warschau. Während des deutschen Überfalls auf Polen floh er mit seinen Eltern nach Wolhynien, später nach Rzeszów und Dębica. Schließlich kehrte er in den frühen 1940er Jahren in die polnische Hauptstadt zurück. Dort wieder angekommen nahm Józef Szczepański seine Ausbildung im Untergrund wieder auf, die er aufgrund der deutsch-sowjetischen Angriffs 1939 abbrechen musste. Außerdem schloss sich Szczepański dem polnischen Widerstand (siehe auch: Szare Szeregi) an, bei diesen wurde er Offiziersanwärter. Szczepański gehörte dem Kommando an, das einen Anschlag auf den General der Waffen-SS Wilhelm Koppe ausführte, jedoch fehlschlug. Szczepański war als Soldat im 1. Zug der 1. Kompanie Agat vom Bataillon Parasol. Sein erstes Gedicht Dziś idę walczyć mamo (deutsch: Mutter, heute gehe ich kämpfen) führte Szczepański am 31. Dezember 1943 in einem Haus an der Świętojańska-Straße in Warschau öffentlich vor. Kurz darauf wurde er zum Barde des Bataillons Parasol erklärt.
Im Laufe des Warschauer Aufstandes war er Gruppenführer des Bataillons Parasol, das hauptsächlich aus Jugendlichen Pfadfindern aus den Reihen der Szare Szeregi bestand. Nachdem der Anführer des Bataillons, Adam Borys schwer verwundet wurde, übernahm er den Oberbefehl über die Einheit. Szczepański wurde am 1. September in der Warschauer Altstadt verwundet und von seinen Kameraden in die Warschauer Innenstadt in Sicherheit gebracht. Er erlag seinen schweren Verletzungen am 10. September 1944.
Szczepański bekam das Tapferkeitskreuz (2 Mal) sowie den Orden Virtuti Militari (5. Klasse, posthum).

## Lyrik
Viele Gedichte von Szczepański wurden im besetzten Warschau bekannt, besonders weil er diese als Chroniken der Kämpfe des Bataillons Parasol benutzte. Manche von ihnen wurden auch in Lieder verarbeitet. Trotzdem verschollen viele seiner Werke während der Kämpfe um die Hauptstadt; lediglich 20 sind bis heute überliefert. Seine Poesie, aber besonders sein Gedicht Rote Plage war einer der Dinge, die den polnischen oskarpreisgekrönten Regisseur Andrzej Wajda dazu bewogen, den Film Kanał (1957). zu drehen. Das Gedicht, das die gescheiterten Hoffnungen der Warschauer Aufständischen auf die Unterstützung durch die Rote Armee thematisierte, wurde aufgrund seines antisowjetischen Tenors in der Volksrepublik Polen verboten. Während des Stalinismus wurde der Besitz des Gedichts mit Haftstrafen strafrechtlich verfolgt.
Józef Szczepański zählt zu der Generation polnischer Künstler, deren Leben durch den dramatischen Einschnitt des Zweiten Weltkrieges geprägt wurde.

## Referenzen
- (polnisch) Józef Szczepański „Ziutek“ – Biografie und Fotos